# Pilota d'Or 1986
El premi Pilota d'Or 1986, atorgat al millor futbolista europeu de l'any, a criteri d'un panell de periodistes esportius d'arreu dels territoris membres de la UEFA, fou entregat al davanter soviètic Igor Belanov el 30 de desembre de 1986.
Hi havia 26 votants, procedents d'Àustria, Bèlgica, Bulgària, Txecoslovàquia, Dinamarca, Alemanya Oriental, Anglaterra, Finlàndia, França, Grècia, Hongria, Itàlia, Luxemburg, Països Baixos, Polònia, Portugal, República d'Irlanda, Romania, Escòcia, Unió Soviètica, Espanya, Suècia, Suïssa, Turquia, Alemanya Occidental i Iugoslàvia. Belanov es va convertir en el tercer soviètic i el segon ucraïnès a guanyar el premi després de Lev Yashin (el 1963) i Oleh Blokhín (el 1975).

## Classificació
| Posició | Nom                  | Club                                | Nacionalitat   | Punts |
| 1       | Igor Belanov         | FC Dinamo de Kíev                   | Unió Soviètica | 84    |
| 2       | Gary Lineker         | Everton FC FC Barcelona             | Anglaterra     | 62    |
| 3       | Emilio Butragueño    | Reial Madrid                        | Espanya        | 59    |
| 4       | Manuel Amoros        | AS Monaco                           | França         | 22    |
| 4       | Preben Elkjær        | Hellas Verona                       | Dinamarca      | 22    |
| 6       | Ian Rush             | Liverpool FC                        | Gal·les        | 20    |
| 6       | Oleksandr Zavarov    | FC Dinamo de Kíev                   | Unió Soviètica | 20    |
| 8       | Helmuth Duckadam     | Steaua București                    | Romania        | 10    |
| 8       | Marco van Basten     | AFC Ajax                            | Països Baixos  | 10    |
| 10      | Alessandro Altobelli | Inter de Milà                       | Itàlia         | 9     |
| 11      | Jean-Marie Pfaff     | Bayern de Múnic                     | Bèlgica        | 8     |
| 11      | Michel Platini       | Juventus FC                         | França         | 8     |
| 13      | Jan Ceulemans        | Club Brugge                         | Bèlgica        | 7     |
| 13      | Søren Lerby          | AS Monaco                           | Dinamarca      | 7     |
| 15      | Morten Olsen         | RSC Anderlecht 1. FC Köln           | Dinamarca      | 6     |
| 16      | Rinat Dasayev        | FK Spartak Moscou                   | Unió Soviètica | 5     |
| 17      | Luis Fernández       | Paris Saint-Germain FC RC Paris     | França         | 4     |
| 17      | Paulo Futre          | FC Porto                            | Portugal       | 4     |
| 17      | Ruud Gullit          | PSV Eindhoven                       | Països Baixos  | 4     |
| 17      | Harald Schumacher    | 1. FC Köln                          | RFA            | 4     |
| 21      | Kenny Dalglish       | Liverpool FC                        | Escòcia        | 3     |
| 21      | Jean Tigana          | FC Girondins de Bordeus             | França         | 3     |
| 21      | Pavlo Yakovenko      | FC Dinamo de Kíev                   | Unió Soviètica | 3     |
| 24      | Karlheinz Förster    | VfB Stuttgart Olympique de Marsella | RFA            | 2     |
| 24      | Lothar Matthäus      | Bayern de Múnic                     | RFA            | 2     |
| 26      | Michael Laudrup      | Juventus FC                         | Dinamarca      | 1     |
| 26      | Rudi Völler          | Werder Bremen                       | RFA            | 1     |